# Kurt Schips
Kurt „Conny“ Schips (* 2. Mai 1927 in Stuttgart; † 21. Mai 2022 ebenda) war ein deutscher Ingenieur, Manager und Funkamateur. Er wirkte ab 1974 als Direktor und Geschäftsführer der Robert Bosch GmbH in Stuttgart. Sein Amateurfunkrufzeichen lautete DL1DA.

## Leben

### Familie und Wehrdienst
Kurt Schips, Sohn von Klara Schips, geborene Fischer, und des Werkmeisters Gebhard Schips, wuchs in seiner Geburtsstadt Stuttgart auf. Mit 16 Jahren leistete er Reichsarbeitsdienst und danach Kriegsdienst im Zweiten Weltkrieg. Dabei geriet er in US-amerikanische Gefangenschaft, aus der er 1945 entlassen wurde. Schips war katholisch und heiratete 1959 Hildegard Löffler. Ihr gemeinsamer Sohn war Rainer Schips.

### Beruf
Er beendete nach dem Krieg seine Schulausbildung, studierte Elektronik bzw. Nachrichtentechnik an der Hochschule für Technik Stuttgart und schloss 1952 als Diplom-Ingenieur ab. Im gleichen Jahr begann er, wie sein Vater, für die Robert Bosch GmbH zu arbeiten, wo ihm abweichend zu seinen technischen Interessen nur eine Stelle als Patentingenieur in der Patentabteilung angeboten worden war.
Vier Jahre später sammelte er bei dem Tochterunternehmen Blaupunkt-Werke GmbH in Hildesheim erste Managementerfahrung als Leiter der dortigen Abteilung für Patente. Parallel zum Beruf studierte er Wirtschaftswissenschaften (Betriebswirtschaft) an der Universität Göttingen. Nach einer Zwischenstation in einem Berliner Tochterunternehmen kam er 1968 in die Stuttgarter Zentrale zurück und übernahm bis 1971 die Leitung des Bereichs Patente und Lizenzen der Bosch-Gruppe. Zuvort war er bereits Geschäftsführer der Robert Bosch Elektronik und Photokino GmbH. Mit Wirkung vom 1. Januar 1972 wurde er zum Mitglied der Geschäftsleitung der Robert Bosch GmbH berufen. Er stieg zum stellvertretenden Vorstandsvorsitzenden auf, war ab 1974 Geschäftsführer und zuletzt für die im Bereich Kommunikation tätigen Tochterunternehmen zuständig. Schips war Mitglied der Deutschen Vereinigung für gewerblichen Rechtsschutz und Urheberrecht und der International Association for the Protection of Industrial Property. 1989 schied der in Gerlingen lebende Schips er aus der Geschäftsleitung von Bosch aus.

### Amateurfunk
Während des Zweiten Weltkriegs gehörte der junge Kurt Schips zu den wenigen hundert deutschen Funkamateuren, die eine Kriegsfunksendegenehmigung (KFSG) erhalten hatten. Sein damaliges Rufzeichen war D3knn, wobei der letzte Buchstabe für Württemberg stand.
In der unmittelbaren Nachkriegszeit, am 17. August 1946, war er Gründungsmitglied des Württemberg-Badischen-Radio-Clubs (WBRC), der damals in Stuttgart in Anwesenheit von etwa 500 Personen, darunter Vertretern der amerikanischen Militärregierung, gegründet wurde. Damit entstand der erste, wenn auch noch regionale, Amateurfunkverband nach dem Krieg. Weitere Gründungsmitglieder waren Wolfram Felix Körner, DL1CU, und Jörg Ißler, DL1CT.
Dies wurde von den Funkamateuren im gesamten Nachkriegsdeutschland mit Erleichterung und Dankbarkeit aufgenommen, denn so gab es erstmals wieder eine Ansprechstelle, an die man sich wenden konnte. Unter anderem diente das von Schips und Ißler betriebene Büro eine Zeit lang als zentrale deutsche QSL-Kartenvermittlungsstelle. Auch organisierten sie Schulungskurse und Treffen und trugen so damit bei, dass der Amateurfunk zu neuem Leben erweckt wurde. Ein Höhepunkt war am 7. und 8. Juni 1947 die 1. KW-Tagung in Stuttgart, zu der hunderte Funkamateure aus ganz Deutschland kamen, und auf der die Grundlagen für einen weiteren Aufschwung des Amateurfunks im Lande gelegt wurden.
Kurt Schips und Jörg Ißler haben damit dazu beigetragen, dass mit dem Gesetz über den Amateurfunk vom 14. März 1949 der Amateurfunk in Deutschland auf eine neue rechtliche Basis gestellt wurde und danach endlich wieder offizielle Amateurfunkrufzeichen für den legalen Sendebetrieb erteilt wurden.
In den folgenden Jahrzehnten engagierte sich Schips unermüdlich weiter für den Amateurfunk. Er initiierte und förderte Klubstationen unter anderem innerhalb des Unternehmens Bosch und im Jahr 1985 die Station DKØANT bei der damaligen Firma ANT Nachrichtentechnik (heute Tesat-Spacecom) in Backnang. Die Klubstation DKØANT befindet sich heute im Obergeschoss des Technikforums Backnang.
Anlässlich einer Veranstaltung zum 70-jährigen Jubiläum der Gründung des WBRC, die der Verein Deutscher Ingenieure (VDI) am 16. April 2016 im Technikforum Backnang ausrichtete, besichtigte der inzwischen fast 90-jährige Kurt Schips die neu gestaltete ANT-Klubstation.
Er erhielt zahlreiche Auszeichnungen für seine Verdienste um den Amateurfunk, wie 1954 die Goldene Ehrennadel des DARC, und 2008 die DARC-Ehrenmitgliedschaft. Für seine Aktivitäten auf den Amateurfunk-Bändern erhielt er unter anderem die DX Century Club Honor Roll. Er war aus über 100 DXCC-Ländern heraus aktiv.

## Ehrungen
Am 1. Oktober 1988 wurde Kurt Schips der Verdienstorden des Landes Berlin verliehen.

## Schriften (Auswahl)
- als Hrsg. mit Jörg Ißler, DL1CT: Taschenbuch für den Funkverkehr. Koerner’sche Druckerei und Verlagsanstalt, Gerlingen 1947, 1953 und 1956.